# Horace Lindrum
Horace Lindrum (ur. 15 stycznia 1912 w Sydney, zm. 20 czerwca 1974 w Sydney) – snookerzysta australijski, czołowy zawodnik świata w latach 30., 40. i 50.
Był blisko spokrewniony z mistrzem bilardu, Walterem Lindrumem. Trzykrotnie w finale mistrzostw świata lepszy okazywał się od Horace Lindruma niepokonany Joe Davis; w 1936 Davis wygrał 34:27, w 1937 32:29; w 1946, w pierwszej edycji powojennej, Davis zdobył swój ostatni tytuł po wygranej z Lindrumem 78:67.
W 1952 Lindrum zdobył tytuł mistrza świata w turnieju rozgrywanym pod egidą Stowarzyszenia Bilardu i Rady Kontroli (BA&CC Championship); pokonał w finale Nowozelandczyka McConachy'ego. Wielu ekspertów nie uznaje go za pełnoprawnego mistrza – turniej został zbojkotowany przez najlepszych snookerzystów świata, pozostających w konflikcie ze Stowarzyszeniem Bilardu. Nazwisko Lindruma znajduje się jednak na tradycyjnym trofeum i figuruje na oficjalnych listach mistrzów.